# Carex apoiensis
Carex apoiensis är en halvgräsart som beskrevs av Shigeo Akiyama. Carex apoiensis ingår i släktet starrar, och familjen halvgräs. Inga underarter finns listade i Catalogue of Life.